# Трефы
Тре́фы (от фр. trèfle 'клевер'; кре́сти, кре́сты, жёлуди) — карточная масть чёрного цвета в стандартных игральных картах французской колоды. Символ треф изображает стилизованный трёхлистный клевер, стебель которого обращён вниз, который был заимствован у масти жёлуди из немецкой колоды в XV веке. Чаще всего трефы изображаются чёрным цветом, однако в бридже они могут быть зелёные.
В галерее ниже показаны трефы французской колоды из 52 карт.
- Туз
- 2
- 3
- 4
- 5
- 6
- 7
- 8
- 9
- 10
- Валет
- Дама
- Король

## Аналоги в нестандартных колодах
- В немецкой колоде и швейцарской колоде: жёлуди.
- В итало-испанской колоде: палицы.
- В картах таро: жезл[4]

## Коды символа масти при наборе текстов
Unicode — U+2663 и U+2667
♣ ♧
HTML — &#9827; (или &clubs;) и &#9831;
♣ ♧